# Công viên tỉnh Hamber
Công viên tỉnh Hamber là một công viên tỉnh nằm tại British Columbia, Canada, trên ranh giới với tỉnh Alberta. Ba mặt của công viên tỉnh này tiếp giáp với Vườn quốc gia Jasper. Khi mới được thành lập vào năm 1941, Hamber là một trong những khu vực hoang dã được bảo vệ lớn nhất Canada. Đầu những năm 1960, chính quyền tỉnh đã giảm 98% diện tích của nó do áp lực từ ngành lâm nghiệp gây ra, cùng với các dự án thủy điện được lên kế hoạch dọc theo sông Columbia và việc thiết lập tuyến đường cao tốc Xuyên Canada.

## Lịch sử
Được thành lập vào ngày 16 tháng 9 năm 1941 bởi một pháp lệnh hội đồng do thủ hiến tỉnh bang là Thomas Dufferin Pattullo, công viên được đặt theo tên của Eric Hamber, quyền thủ hiến tỉnh bang thứ 15 của British Columbia từ 1936 đến 1941. Nó có diện tích 1.009.112 hecta tại thời điểm thành lập khiến nó là một trong những công viên lớn nhất Canada. Nó có chung ranh giới với Công viên tỉnh Núi Robson và các vườn quốc gia Jasper, Banff, Glacier và Yoho. Nó được xếp hạng là công viên tỉnh cấp A, nên nó có mức độ bảo tồn cao nhất trước các hoạt động khai thác tài nguyên tự nhiên tại đây. Khu vực hoang dã này trải dài từ Dãy núi Selkirk tới phía tây của Dãy núi Rocky.
Pattullo đã thành lập công viên tỉnh Hamber như một khu vực được bảo vệ mới, thu hẹp khoảng cách giữa một số công viên và vườn quốc gia núi hiện tại với hy vọng rằng hành động của ông sẽ thúc đẩy Chính phủ Canada tuyên bố Hamber là một vườn quốc gia mới. Ông đã hình dung về sự gia tăng đáng kể phạm vi bao phủ của các vườn quốc gia tại vùng núi phía Tây Canada sẽ thúc đẩy doanh thu từ hoạt động du lịch. Một phần của lợi ích kinh tế này được dự đoán là có được từ việc giao thông tới khu vực này sẽ được cải thiện nhờ sự hỗ trợ của chính phủ liên bang và cơ sở hạ tầng đường bộ trong vườn quốc gia Hamber. Chính phủ liên bang Canada trong thời điểm đó lại hướng sự chú ý hướng tới Chiến tranh thế giới thứ hai, và tỏ ra ít quan tâm đến ý tưởng của Pattullo. Hơn nữa, Thủ tướng Mackenzie King ưa thích việc các vườn quốc gia được mở rộng ra nhiều khu vực khắp cả nước chứ không chỉ tập trung ở vùng núi phía tây Canada. Chính vì vậy mà không có khu vực nào của Hamber được đưa vào hệ thống vườn quốc gia của Canada.
Trong ranh giới được bảo vệ của công viên là những cây gỗ có giá trị thương mại lớn. Các xưởng chế biến và các công ty khai thác gỗ ở Revelstoke và Golden đã vận động chính quyền tỉnh bang cho phép họ khai thác tài nguyên gỗ của Hamber. Họ lý giải rằng, sự tồn tại của Hamber như một khu vực được bảo vệ đã làm tê liệt nền kinh tế dựa vào lâm nghiệp là chủ yếu của khu vực. Vì thế, chính quyền tỉnh bang đã xếp lại Hamber là công viên tỉnh cấp B vào năm 1945. Và việc khai thác được cho phép trong công viên.
Hamber vẫn chưa phát triển trong suốt những năm 1940 và 1950. Không có khu du lịch, điểm cắm trại, đường mòn hoặc cảnh quan đẹp nào được xây dựng trong công viên mặc dù một phần đáng kể của đường cao tốc Xuyên Canada được chỉ định vào năm 1962 là qua khu vực. Vào cuối những năm 1950, nó đã trở nên rõ ràng thông qua các cuộc đàm phán với Hoa Kỳ mà cuối cùng dẫn đến Hiệp ước Sông Columbia và các dự án đập thủy điện sẽ được xây dựng dọc theo thượng nguồn sông Columbia. Một trong những dự án trong kế hoạch này, đập Mica sẽ làm gián đoạn môi trường đáng kể trong ranh giới của công viên gây ra bởi lũ lụt từ phía thượng nguồn của thung lũng sông Columbia. Bởi vì đường cao tốc đi theo thung lũng này giữa Revelstoke và Golden, nó phải được tái định tuyến qua đèo Roger trước khi con đập có thể được xây dựng và do đó bỏ qua Hamber gần như hoàn toàn. Trong những tình huống này, các quan chức cấp tỉnh kết luận rằng công viên không còn lý do chính đáng để tồn tại dưới hình thức như hiện tại nữa. Năm 1961 và 1962, chính phủ British Columbia đã rút lại ranh giới của công viên. Hầu hết khu vực tự nhiên được bảo vệ của công viên đã bị xóa bỏ, ngoại trừ một khu vực tập trung tại hồ Fortress ở một khu vực xa xôi phía tây của dãy núi Rocky. Công viên tỉnh Hamber mới chỉ còn có diện tích 24.518 ha, tức là giảm đi 98% diện tích so với ban đầu.
Vào năm 1990, công viên này đã được đưa vào trong danh sách Di sản thế giới được UNESCO như là một phần của Vườn quốc gia Núi Rocky của Canada. Cùng với các vườn quốc gia và công viên tỉnh khác, công viên tỉnh Hamber được công nhận về môi trường tự nhiên và ý nghĩa địa chất cùng hệ sinh thái của cảnh quan núi là môi trường sống của các loài quý hiếm, các đỉnh núi, sông băng, hồ, thác nước, hẻm núi, hang động đá vôi và hóa thạch.